# Octorathkea onoi
Octorathkea onoi är en nässeldjursart som beskrevs av Uchida 1926. Octorathkea onoi ingår i släktet Octorathkea och familjen Australomedusidae. Inga underarter finns listade i Catalogue of Life.